# 루이스 마누엘 헤르난데스
루이스 마누엘 헤르난데스 (Luis Manuel Hernandez, 1972년 11월 24일 ~ )는 흔히 루이즈마(Luisma)라는 이름으로 알려져 있는 브라질의 전 축구 지도자이다. 현재는 대구 FC의 B팀 감독이다.